# Computer Modern
Computer Modern是排版程序TeX使用的原创字体系列，由高德纳（Donald Knuth）使用METAFONT程序创建，最近一次更新为1992年。 Computer Modern及其变体在科学出版中得到广泛使用，尤其是在经常使用數學符號的学科的刊物。

## 设计

18世纪末期出现的Didone衬线字體，與同時代的Century、Legibility及Clarendon等字體相似。

Computer Modern是一款Didone风格衬线体。Didone是18世纪末期出现的字体风格，与之前较不规则的风格不同，它在粗细笔画之间具有较高的对比，而加粗轴线是完全垂直的。Computer Modern字体是基于Monotype Modern 8a制作的，而两者的X字高与升部和降部的长度相比偏大。Times New Roman出现之前，数学排版广泛使用Monotype Modern；在20世纪50年代后，出版商开始换用Times New Roman排版。高德纳制作TeX排版软件时，他受到数学历史的影响，同时也追求用金属活字印刷的书本的“古典风格”。
然而，Computer Modern最不寻常的特点是，它是一个用Metafont系统设计的完整字体系列。Computer Modern的源文件由62个参数控制，而它们指定各种元素的宽度和高度、衬线或不齐线数字的有无、“i”“j”等字符上的点的形状，以及"g"和"o"等小写字母的碗型的曲度。因此，Metafont的设计可以用不寻常的方式处理字形。Knuth在演示中展示了变形等效果，即是在一篇文章中，一款字体慢慢演变成另一款。

## 衍生字体
Knuth使用Metafont生成最初的Computer Modern字体。这个程序可以读取以笔画为单位的字形定义，将立即可用的字体输出为位图图像文件。
随着出版技术的进步（PostScript、PDF、激光打印机），对位图字体的需求逐渐减少。更为常用的是Type 1、TrueType和OpenType等轮廓字体，它们可以利用打印机固件或屏幕文档查看器的复杂抗锯齿技术，以任何分辨率高效渲染字符。因此，许多项目都将Computer Modern字体移植到这些格式。一些项目还往Computer Modern加入
- 额外字符（欧元、重音字符、西里尔和希腊字母）
- 不同字体编码（以解决Knuth最初的8位字符集的问题）
- 额外字体样式

如今，这些衍生字体已得到广泛应用，也包含在现代TeX发行版TeX Live中。

### Computer Modern Unicode（CMU）

CMU（Computer Modern Unicode）字体的示例图。

Computer Modern Unicode是以OpenType格式发布的Computer Modern字体系列，包括：
- CMU Serif，是Computer Modern的主要字体，包括四种传统风格的字体（常规、意大利体、粗体、粗意大利体）以及：
  - CMU Serif upright italic——直立意大利体风格
  - CMU Serif bold non-extended——字宽与常规风格相同的粗体字重
  - CMU Serif roman与bold slanted——伪斜体和粗伪斜体
  - CMU Classical Serif——衬线设计稍微简单的的意大利体
- Concrete Roman——粗衬线体，有四种传统风格
- CMU Typewriter——采用打字机风格的粗衬线体
- CMU Sans Serif——无衬线体；以及其细体CMU Bright
  - CMU Sans demi-condensed——CMU Sans Serif的紧缩版

### BlueSky
1988年，BlueSky公司将Computer Modern转换为PostScript Type 3字体格式，于1992年将其转换成Type 1，以包含字体微调。此后，Type 1版本已捐赠给美國數學學會（AMS），而学会根据开放字体许可证（Open Font License）自由分发该字体。大多数标准TeX发行版都有BlueSky的Computer Modern。

### Latin Modern
Latin Modern由Bogusław Jackowski和Janusz M. Nowacki维护，目前是TeX社区的标准字形。它是用Metafont/MetaPost的派生软件MetaType1制作的。Latin Modern根据BlueSky Type 1字体创作，基于METATYPE1程序转回轮廓，并开发了扩展的Type1和OpenType Latin Modern字体。ConTeXt使用Latin Modern作为默认字体，而不是Computer Modern 。
Latin Modern字体制作中涉及到的Type 1到METATYPE1到Type 1往返转换过程的确尝试保留了BlueSky字体的微调信息，但是它增加了在低像素尺寸下影响提示质量的舍入误差。因此，Latin Modern的屏幕显示会比BlueSky字体，在字距调整和字符高度上更不均匀。
综合项目TeX Gyre以同样的过程制作了一些自由PostScript字体克隆。
Latin Modern字体也获得了OpenType数学字符表。

### New Computer Modern
New Computer Modern字體系列以Latin Modern為基礎增加了許多字符，包括希臘、西里爾、希伯來、切諾基及科普特等字母。它具有二種字重：「Regular」與「Book」，其中後者的字重稍重於前者，但二者皆可用於數學式排版。

### MLModern
MLModern是基於Latin Modern的衍生，特色是具有較粗的筆畫而不似Latin Modern或Computer Modern纖細。
下圖比較了Computer Modern, Latin Modern、New Computer Modern Book及MLModern。

### 其他
- EC字体 – 看起来很像Computer Modern，不过指标上略有不同。这些是第一个使用“Cork编码”（LaTeX也称为T1编码）的TeX字体，它为西欧语言提供了预设的字形。原始EC字体只有Metafont生成的位图。
- TC字体 – 提供了许多通常用于文本的附加符号的TeX Companion字体。
- BaKoMa字体 – 另一个由Basil K. Malyshev自动生成的Computer Modern的Type1版本。
- CM-super[16] – Computer Modern的一个非常大的扩展，可用于各种编码。这些字体自动从Computer Modern或EC字体位图向量化，因此缺少BlueSky字体中的微调信息。
- CM-LGC – 拉丁、希腊、西里尔字母扩展
- GUST [17] – 加了许多变音符和越南语

## 延伸阅读
- Donald E. Knuth, Computers and Typesetting Volume E: The Computer Modern Fonts, Addison-Wesley, Reading, Mass. 1986 Hardcover: ISBN 0-201-13446-2, Softcover: ISBN 0-201-60660-7